# Estación de Musée d'Orsay
La  estación de Musée d'Orsay es una estación ferroviaria subterránea situada en el centro de París bajo la antigua estación monumental de Orsay ahora reconvertida en Museo de Orsay. Pertenece a la línea C de la Red Exprés Regional, más conocida como RER. 

## Historia

### Antigua estación de ferrocarril
La estación de Orsay (en francés gare d'Orsay), fue una terminal de tráfico ferroviario, cabecera de la línea París-Orleans gestionada por la empresa Compagnie du chemin de fer de Paris à Orléans. 
El edificio de la estación, situado en el VII arrondissement de la capital francesa, fue diseñado y construido por Victor Laloux, arquitecto laureado con el premio de Roma, con motivo de la Exposición universal de 1900. 
Tras un largo periodo sin actividad, en los años 1980 se decidió su restauración y reforma para transformarlo en palacio sede del Museo de Orsay consagrado a la exhibición de obras de arte del siglo XIX.
En los años '60 cuando estaba abandonada sirvió de escenario para el rodaje de la película de Orson Welles 'Le Procès'.

### Estación de ferrocarril actual
En los años 1970 se construyó un túnel entre la vecina estación de Invalides y ésta que permitiese comunicar las dos redes suburbanas formando el embrión de la tercera línea de RER y primera operada íntegramente por la SNCF. Así, al terminar el túnel la actividad ferroviaria perdura en el subsuelo del museo en forma de estación pasante subterránea de la línea C del RER propiedad de la SNCF. Con este motivo la estación fue renombrada como Musée d'Orsay.